# Alfred Gilbert (atleet)
Alfred Carlton Gilbert (Salem, 15 februari 1884 – New Haven, 24 januari 1961) was een Amerikaanse atleet, die gespecialiseerd was in het polsstokhoogspringen. Hij werd olympisch en Amerikaans indoorkampioen in deze discipline.

## Loopbaan
Gilbert en Walter Dray verbeterden in 1907 en 1908 een aantal maal het officieuze wereldrecord polsstokhoogspringen. Dray verbeterde het record eerst tweemaal via 3,79 m naar 3,82. Vervolgens sprong Gilbert 3,855 en 3,86. Ten slotte was Dray de laatst lachende met 3,90.
Op de Olympische Spelen van 1908 in Londen was Gilbert als wereldrecordhouder de grote favoriet bij het polsstokhoogspringen. Zijn grote rivaal Dray ging niet van start op deze Spelen. De hoge verwachtingen maakte hij waar door met zijn landgenoot Edward Cook een gouden medaille te veroveren. Beiden sprongen over een hoogte van 3,71 en verbeterden hiermee het olympische record. Het brons werd gedeeld door drie atleten die 3,58 sprongen: Ed Archibald (CAN), Charles Jacobs (USA) en Bruno Söderström (SWE). Hij nam ook deel aan het verspringen, waarop hij met 6,97 een vierde plaats behaalde.
Na zijn studie medicijnen aan de Yale-universiteit werd Alfred Gilbert geen arts. In plaats hiervan richtte hij een speelgoedfabriek op, genaamd AC. Gilbert Company. Hij vond de Erector Set uit, een soort van Meccano. In totaal bezat hij 150 patenten op zijn speelgoed en in 1935 was het meer dan 30 miljoen keer verkocht. Later voegde hij scheikundesets, microscopen en ander educatief speelgoed toe aan zijn productielijn. In 1954 gaf hij het bedrijf door aan zijn zoon.
In zijn geboortestad Salem is een museum aan Gilbert gewijd.

## Titels
- Olympisch kampioen polsstokhoogspringen - 1908
- Amerikaans indoorkampioen polsstokhoogspringen - 1906
- IC4A-kampioen polsstokhoogspringen - 1908

## Wereldrecords
| Hoogte  | Datum        | Plaats       |
| ------- | ------------ | ------------ |
| 3,855 B | 6 juni 1908  | Philadelphia |
| 3,86 B  | 12 juni 1908 | New Haven    |

B = Met gebruik van een bamboe polsstok.

## Palmares

### polsstokhoogspringen
- 1908:  OS - 3,71 m (OR)

1896: Welles Hoyt ·
1900: Irving Baxter ·
1904: Charles Dvorak ·
1908: Edward Cook & Alfred Gilbert ·
1912: Harry Babcock ·
1920: Frank Foss ·
1924: Lee Barnes ·
1928: Sabin Carr ·
1932: Bill Miller ·
1936: Earle Meadows ·
1948: Guinn Smith ·
1952: Bob Richards ·
1956: Bob Richards ·
1960: Don Bragg ·
1964: Fred Hansen ·
1968: Bob Seagren ·
1972: Wolfgang Nordwig ·
1976: Tadeusz Ślusarski ·
1980: Władysław Kozakiewicz ·
1984: Pierre Quinon ·
1988: Serhij Boebka ·
1992: Maksim Tarasov ·
1996: Jean Galfione ·
2000: Nick Hysong ·
2004: Tim Mack ·
2008: Steven Hooker ·
2012: Renaud Lavillenie ·
2016: Thiago Braz da Silva ·
2020: Armand Duplantis ·
2024: Armand Duplantis
- Gemeinsame Normdatei: 121307824
- International Standard Name Identifier: 0000 0000 3709 1322
- Library of Congress Control Number: n2001059228
- Nationale Bibliotheek van Israël: 987007426441105171
- Nederlandse Thesaurus van Auteursnamen: 158552830
- SNAC: w6b30w0q
- Système universitaire de documentation: 144113740
- Virtual International Authority File: 866159
- WorldCat: E39PBJyxpjmFVj98t4wR89xVYP